# 加藤司
加藤 司（かとう つかさ、1954年 - ）は、日本の経済学者。山形県出身。大阪市立大学名誉教授、大阪商業大学経営学部教授。

## 略歴
- 1954年 - 山形県に生まれる
- 1980年 - 福島大学経済学部卒業[1]
- 1983年 - 神戸商科大学大学院経営学研究科前期博士課程修了[2]
- 1985年 - 神戸商科大学大学院経営学研究科後期博士課程中退[1]
- 1983年 - 大阪市立大学商学部助手
- 1988年 - 大阪市立大学大学院経営学研究科助教授（流通システム論担当）
- 2006年 - 大阪市立大学大学院経営学研究科教授
- 2016年 - 大阪商業大学経営学部教授[1]、大阪市立大学名誉教授[3]

## 研究テーマ
- 日本的流通構造の変化
- 商店街・小売市場の活性化

## 主な著書

### 単著
- 『日本的流通システムの動態』千倉書房、2006年

### 共著
- 『商業・まちづくりネットワーク』ミネルヴァ書房、2005年
- 『産業の再生と大都市』ミネルヴァ書房、2005年
- 『地域商業の競争構造』中央経済社、2008年
- 『いのちを守る都市づくり 課題編 (東日本大震災から見えてきたもの)』大阪市立大学都市防災研究グループ 編、大阪公立大学共同出版会、2012年
- 『商業施設賃料の理論と実務 : 転換期の不動産鑑定評価』大野喜久之輔、加藤司 編著、中央経済社、2015年